# Asad (2012)
Asad ist ein südafrikanisch-US-amerikanischer Kurzfilm von Bryan Buckley aus dem Jahr 2012.

## Handlung
Der Junge Asad wäre gern ein Pirat wie der ältere Laban, der mit seiner Truppe mal wieder aufs Meer hinausfährt, um eine Yacht zu überfallen. Stattdessen versucht der alte Fischer Erasto, ihn vom Fischfang zu überzeugen, doch hat Asad noch nie einen großen Fang gemacht. Erasto glaubt, dass Asad in Kürze den Fang seines Lebens machen wird. Aus seiner aktuellen Ausbeute schenkt er Asad einen besonders großen Fisch, den Asad nach Hause tragen will. Auf die auf dem Heimweg immer wieder gestellte Frage, ob er den Fisch gefangen habe, meint er stets Nein. Begleitet wird er von seinem Freund Ali, der unterwegs jedoch von einer Gruppe Rebellen aus Mogadischu angehalten wird. Auf eine unpassende Antwort auf eine ihrer Fragen hin bedrohen die Männer Ali – Asad schenkt ihnen den Fisch, um das Leben seines Freundes zu retten.
Zuhause erfährt er von seiner Mutter, dass es am Abend kein Essen geben wird, da die Rebellen alles Essen gestohlen haben. In der Nacht begibt sich Asad zu Erasto, um mit ihm Fischen zu fahren. Da Erasto von den Rebellen verwundet wurde, bricht Asad allein auf. Tatsächlich beißt ein großer Fisch an, zieht Asad jedoch mit seinem Boot auf Meer hinaus und reißt sich dann los. Asad hält kurz vor einer treibenden Yacht. Im Inneren findet er den toten Laban mit der toten Yachtbesitzerin. In einem Nebenraum entdeckt Asad eine weiße Angorakatze – er hat ein solches Tier noch nie gesehen und bringt es als „Löwenfisch“ an Land. Auch Erasto weiß nicht, um welches Tier es sich handelt, gratuliert Asad jedoch zum Fang seines Lebens. Asad trägt die Katze nach Hause. Unterwegs wird das Tier bestaunt. Auf die Frage, ob er es gefangen habe, antwortet er nun mit Ja.

## Produktion
Die Idee zu Asad kam Werbefilmer Brian Buckley, als er im Auftrag von Microsoft Afrika bereiste. Daraus ergab sich der im Auftrag der Vereinten Nationen 2010 gedrehte Dokumentarfilm No Autographs, für den er im Flüchtlingslager Kakuma auch somalische Flüchtlinge interviewte. Die Rollen von Asad besetzte Buckley – mit Ausnahme der toten Frau auf der Yacht – ausschließlich mit somalischen Flüchtlingen, so weist der Abspann darauf hin, dass die gesamte Cast zwar ihr Land, aber nicht ihre Hoffnung verloren habe. Die beiden Darsteller Harun Mohammed (Asad) und Ali Mohammed (Ali), zum Zeitpunkt der Dreharbeiten 16 bzw. 10 Jahre alt, sind Geschwister. Asad wurde 2011 im südafrikanischen Paternoster gedreht. Der Film erlebte im April 2012 auf dem Tribeca Film Festival seine Premiere.

## Auszeichnungen (Auswahl)
Asad gewann auf dem Tribeca Film Festival 2012 den Kurzfilmpreis. Auf dem Austin Film Festival erhielt der Film 2012 den Publikumspreis und den Kurzfilmpreis und wurde auf dem Los Angeles Film Festival mit dem Publikumspreis ausgezeichnet.
Asad wurde 2013 für einen Oscar in der Kategorie Bester Kurzfilm nominiert.